# ارجع (أغنية)
ارجع (بالإنجليزية: Get Back)‏ أغنية سجلها فريق الروك الإنجليزي «البيتلز» وكتبها بول مكارتني (يذكر على الاسطوانة انها من لينون ومكارتني)، صدرت في الأصل كأغنية منفردة في 11 أبريل 1969 ونسبت إلى «البيتلز مع بيلي بريستون». أنتج الفريق توزيع آخر للأغنية ليتضمنها ألبوم «فليكن Let It Be» عام 1970، والذي كان آخر ألبوم للفريق، وصدر بعد انقسام المجموعة مباشرة. صدرت النسخة المنفردة لاحقًا على ألبومات التجميع "1967- 1970"، و«20 من أقوى الأغاني 20 Greatest Hits»، و«سادة الماضي Past Masters»، وألبوم الفريق المسمى «واحد».
صعدت الأغنية إلى المركز الأول في المملكة المتحدة  والولايات المتحدة  وايرلندا وكندا ونيوزيلندا وهولندا وأستراليا وفرنسا وألمانيا الغربية والمكسيك والنرويج وسويسرا والنمسا وبلجيكا. كانت أغنية فريق البيتلز الوحيدة التي ضمت فنانًا آخر للعزف معهم بناءً على طلبهم. كان الأغنية أول إصدار فردي لفريق البيتلز بصوت ستيريو حقيقي في الولايات المتحدة، وظلت في المملكة المتحدة، أحادية الصوت حتى الإصدار التالي «أغنية جون ويوكو The Ballad of John and Yoko».

## تطور الأغنية
تتميز أغنية «ارجع» عن باقي أغاني فريق البيتلز، حيث تم توثيق كل لحظة تقريبًا من تطور الأغنية، من بدايتها كعزف مرتجل إلى مزجها النهائي في عدة إصدارات. الكثير من هذه الوثائق متاحة في شكل تسجيلات غير شرعية (لكنها متاحة على نطاق واسع) غير قانونية bootleg، وفي كتاب (السجل غير المصرح به لفريق البيتلز وكارثة ألبوم «ليكن» Get Back: The Unauthorized Chronicle of the Beatles' Let It Be Disaster) للكاتب دوج سولبي وراي شويغاردت.
نشأ لحن الأغنية من بعض الارتجالات غير المنظمة في 7 يناير 1969 أثناء جلسات البروفات في استوديوهات تويكنهام. قدم مكارتني بعض كلمات الأغانية، وأعاد صياغة «عد إلى المكان الذي يجب أن تكون فيه» من أغنية «بحر الحليب المر Sour Milk Sea» التي كتبها عضو الفريق جورج هاريسون للمغني جاكي لوماكس، والتي اشترك مكارتني في عزف جيتار الباس أثناء تسجيلها. كتب مكارتني: «كنا نجلس في الاستوديو وقمنا بتكوين أغنية «ارجع» من فراغ... بدأنا في كتابة الكلمات هناك ثم... عندما انتهينا منها، سجلناها في استوديوهات آبل».
قال جون لينون في مقابلة مع مجلة بلاي بوي في عام 1980: "أغنية ارجع هي نسخة أفضل من أغنية ليدي مادونا Lady Madonna"، وقال لينون: "هناك بعض الأشياء الأساسية في الأغنية حول يوكو.. إن مكارتني كان ينظر إلى يوكو أونو في الاستوديو في كل مرة يغني فيها "ارجع إلى المكان الذي كنت تنتمي إليه من قبل" (في إشارة واضحة لعدم رغبته في قبول زواج لينون من اليابانية يوكو).

## جدل حول كلمات الأغنية
قدم مكارتني الأغنية إلى الفريق خلال تدريبات تويكنهام، كانت معظم الكلمات غير مكتملة باستثناء المقطع الرئيسي. ارتجل مكارتني العديد من المقاطع المؤقتة مما أدى إلى ما أصبح معروفًا في فولكلور البيتلز باسم «لا باكستانيين No Pakistanis»، حيث انه أضاف كلمات ذكر فيها تزاحم الباكستانيين بالعشرات في غرفة واحدة، وشغلهم الكثير من الوظائف في بريطانيا، وجاءت كلمات الأغنية تقول: «عد إلى المكان الذي يجب أن تكون فيه» أو «عد إلى مكانك في أماكن الكومنولث Commonwealth». ظهرت اعتراضات كثيرة بعد نشر النسخ غير القانونية للأغنية والذي تم تداولها في كل مكان في عام 1986، في وقت كانت فيه الفوضى العرقية والسياسية والاجتماعية متفشية. لخص مكارتني طبيعة الأغنية الخادعة كما قال لرولينج ستونز في عام 1986: «عندما كنا نسجل ألبوم» ليكن«كان في أغنية» ارجع" مقاطع لم تكن في الواقع عنصرية على الإطلاق، لقد كنا مناهضين للعنصرية.. كان هناك الكثير من القصص في الصحف عن الباكستانيين الذين يتزاحمون في الشقق، كما تعلم، يعيشون 16 في غرفة، لذلك في إحدى مقاطع الأغنية ذكرت كلمات من هذا القبيل... إذا كان هناك أي فريق غناء ليس عنصري، فهو فريق البيتلز، أعني، كل الأشخاص المفضلين لدينا كانوا دائمًا من السود... لقد كنا نوعًا من أوائل الأشخاص الذين لفتوا أنظار العالم لشركة موتاون".

## التسجيل

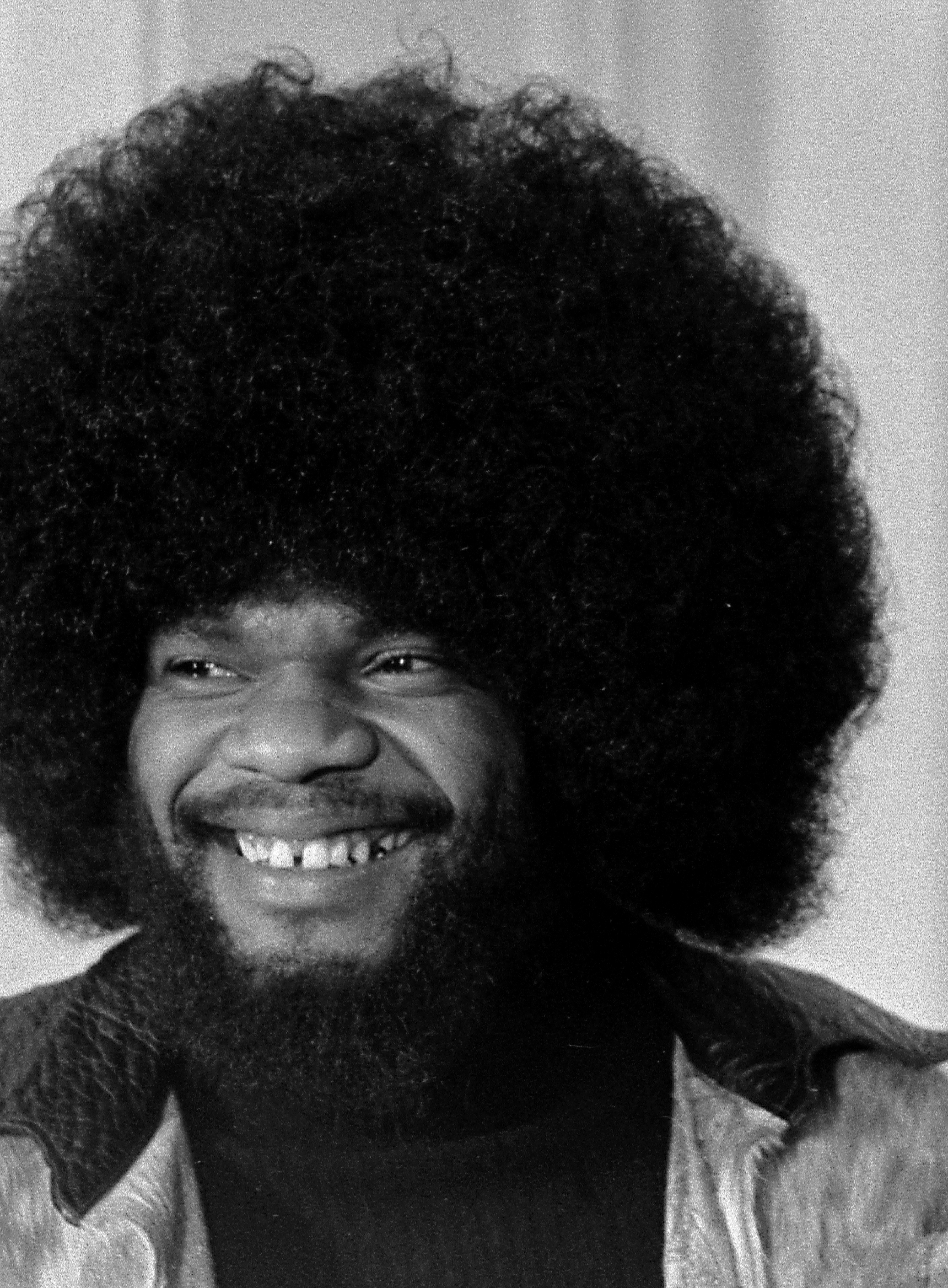
بيلي بريستون في المكتب البيضوي

انضم بيلي بريستون إلى فريق البيتلز على لوحات المفاتيح (كيبورد) اعتبارًا من 22 يناير، بعد أن ألحقه هاريسون بالفريق جزئيًا بهدف ردع المشاحنات بين أعضاء البيتلز. سجل الفريق، مع بريستون الذي يعزف على البيانو الكهربائي فيندر رودس، نحو عشر مرات في 23 يناير. بذل الجميع جهودًا متضافرة لإتقان «ارجع» في 27 يناير، مسجلين حوالي 14 مقطع.
أضاف الفريق نهاية مزيفة (تنتهي الأغنية بخفوت الصوت لتعود من جديد) و«كودا» (خاتمة الأغنية) مع تكرارها. بعد العديد من التجارب، قامت الفرقة بارتجال بعض المعزوفات القديمة ثم عادت إلى «ارجع» مرة أخيرة في محاولة لتسجيل المقطع الرئيسي. يعتبر هذا الأداء وهو المحاولة الحادية عشر هو الأفضل.
قام الفريق بأداء «ارجع» مع أغاني أخرى على سطح مبنى ستوديو آبل بلندن في 30 يناير 1969، ونسختها المعدلة كانت هي المدرجة في فيلم «ليكن».
قام الفريق بأداء أغنية «ارجع» ثلاث مرات كاملة، خلال الأداء على السطح، وقاطعت الشرطة الفريق، حيث تلقت شكاوى من موظفي المكاتب القريبة. بعد أن تحدثت الشرطة إلى مال إيفانز (المساعد الشخصي للفريق من 1963 إلى 1970) الذي أوقف مكبرات صوت لينون وهاريسون فقط، وأوصى هاريسون بإعادة تشغيلها لاحقًا، وأصر على إنهاء الأغنية.

## النسخة المنفردة
أصدرت شركة آبل للتسجيلات (المملوكة لفريق البيتلز) في 11 أبريل 1969، أغنية «ارجع» كأغنية منفردة في المملكة المتحدة، مقترنة بأغنية «لا تخذلني» على الوجه الآخر من الأسطوانة. ظهرت الأغنية يوم 26 أبريل في المركز الأول، وهو المركز الذي احتفظت به لمدة ستة أسابيع، واستمرت على القوائم لمدة 17 أسبوعًا، وكانت أول أغنية منفردة لفريق البيتلز تدخل إلى قائمة الفردي الرسمي في المملكة المتحدة إلى المركز الأول رأسًا. ظهرت الأغنية على قائمة الهوت بيلبورد في 3 مايو 1969 في الولايات المتحدة، وبعد أسبوعين تربعت على قمة القائمة لمدة خمسة أسابيع. أصبحت «ارجع» هي الأغنية رقم 17 للفريق في بيلبورد التي أحتلت المركز الأول، لتطابق الرقم القياسي السابق لإلفيس بريسلي الذي حقق 17 أغنية تصل إلى المركز الأول في الولايات المتحدة.

## نسخة ألبوم "فليكنLet It Be"
أعاد المنتج الغنائي فيل سبيكتر مزج أغنية «ارجع» حيث أراد أن يجعل أغنية الألبوم تبدو مختلفًة عن الأغنية المنفردة، على الرغم من أن كلا الإصدارين كانا متشابهين. أضاف سبيكتر أحاديث الاستوديو لإضفاء الإحساس المباشر بالتسجيلات. وبهذه الروح، قام سبيكتور بتضمين جزء من أحاديث الاستوديو التي تم تسجيلها مباشرة قبل تسجيل الأغنية في 27 يناير، وأضاف ملاحظات مكارتني ولينون بعد نهاية أداء السطح. خلق هذا انطباعًا بأن الإصدارات الفردية والألبوم مختلفة.

## نسخة ألبوم "فلتكن.. عاريةLet It Be ... Naked"
أعيد إصدار أغنية «ارجع» في عام 2003، في ألبوم «لتكن.. عارية»، وهو الألبوم الذي أعيد مزجه بمعرفة منتجين مستقلين وبموافقة الباقين على قيد الحياة من البيتلز (بول مكارتني ورينجو ستار)، مع أرامل جون لينون وجورج هاريسون.

## نسخة ألبوم "حبLove"
أنتج الألبوم جورج مارتن وولده جايلز وقاموا باضافات لأغنية «ارجع» من بعض أغاني الفريق السابقة مثل «ليلة يوم عصيب» و«يوم في الحياة» و«النهاية».

## طاقم العزف والتسجيل
- بول مكارتني: غناء رئيسي، وجيتار باس
- جون لينون: جيتار رئيسي، وغناء مصاحب
- جورج هاريسون: جيتار إيقاع
- رينجو ستار: طبول
- بيلي بريستون: بيانو رودس

## كلمات الأغنية
كان جوجو رجلاً يعتقد أنه منطوي Jojo was a man who thought he was a loner
لكنه كان يعلم أن هذا لا يمكن أن يستمر But he knew it couldn't last
غادر جوجو منزله في توكسون، أريزونا Jojo left his home in Tucson, Arizona
لبعض عشب كاليفورنيا For some California grass
ارجع.. ارجع Get Back, Get Back
عد إلى المكان الذي تنتمي إليه Get Back to where you once belonged
ارجع.. ارجع Get Back, Get Back
عد إلى المكان الذي تنتمي إليه Get Back to where you once belonged
ارجع يا جوجو Get Back, Jojo
اذهب لمكانك Go home
ارجع.. ارجع Get Back, Get Back
عد إلى المكان الذي تنتمي إليه Back to where you once belonged
ارجع.. ارجع Get Back, Get Back
عد إلى المكان الذي تنتمي إليه Back to where you once belonged
ارجع يا جو Get Back, Jo
ظنت لوريتا مارتن الجميلة أنها امرأة Sweet Loretta Martin thought she was a woman
لكنها كانت رجلاً آخر But she was another man
قالت جميع الفتيات من حولها.. سيصيبها السوء All the girls around her say she's got it coming
لكنها تصاب بينما هي تستطيع But she gets it while she can
ارجعي.. ارجعي Get Back, Get Back
ارجعي إلى المكان الذي تنتمي إليه Get Back to where you once belonged
ارجعي يا لوريتا Get Back, Loretta
عودي لمكانك Go home
ارجعي يا لوريتا Get Back, Loretta
والدتك تنتظرك Your mama's waiting for you
ترتدي حذائها العالي الكعب Wearing her high-heel shoes
وسترتها منخفضة الرقبة And her low-neck sweater
ارجعي لبيتك، يا لوريتا Get Back home, Loretta
ارجع.. ارجع Get Back, Get Back

## وصلات خارجية
- Cummings، Alex Sayf (14 أبريل 2013). "'No Pakistanis': The racial satire the Beatles don't want you to hear". صالون. مؤرشف من الأصل في 2021-03-15. اطلع عليه بتاريخ 2017-04-20.
- كلمات الأغنية الكاملة على مترولايركس